# Sutrieu
Sutrieu – miejscowość i dawna gmina we Francji, w regionie Owernia-Rodan-Alpy, w departamencie Ain. W 2013 roku populacja ówczesnej gminy wynosiła 224 mieszkańców.
W dniu 1 stycznia 2019 roku z połączenia czterech ówczesnych gmin – Belmont-Luthézieu, Lompnieu, Sutrieu oraz Vieu – powstała gmina Belmont-Luthézieu. Siedzibą gminy została miejscowość Belmont-Luthézieu.